# Sheila (chanteuse allemande)
Pour les articles homonymes, voir Sheila (homonymie).
Ne pas confondre avec la chanteuse française Sheila.
Sheila Jozi (née en 1984) est une chanteuse allemande.

## Biographie
Sheila Jozi vient d'une famille d'origine perse. En 2002, la jeune fille de 17 ans de Dortmund remporte le concours Werden Sie Grand-Prix-Star! organisé par le journal Bild avec le producteur Dieter Bohlen qui fait participer la gagnante à la sélection du Concours Eurovision de la chanson. Sa première apparition majeure a lieu en 2003 au Grand Prix der Volksmusik, où elle obtient une qualification en finale pour l'Allemagne avec Spiel ganz leise die Balalaika. En 2004, sort l'album Emotionen écrit et produit par Jean Frankfurter. Elle présente la chanson qui donne son nom à l'album en 2005, notamment à Krone der Volksmusik qui réunit 7,32 millions de téléspectateurs ; la compilation de l'émission se classe dans les dix meilleures ventes en Allemagne, en Autriche et en Suisse. Sheila est surnommée la "Britney Spears de la Volksmusik".

## Discographie
Album
- 2004 : Emotionen

## Source de la traduction
- (de) Cet article est partiellement ou en totalité issu de l’article de Wikipédia en allemand intitulé « Sheila (deutsche Sängerin) » (voir la liste des auteurs).